# フロントライン (タイトー)
『フロントライン』(FRONT LINE) は、1983年にタイトーが発売したアーケード用のアクションシューティングゲーム。同社が『ワイルドウエスタン』（1982年）に次いでダイヤルスイッチを採用したゲームである。

## ゲーム内容

### システム
青い軍服を着た主人公を8方向レバー（移動）、ダイヤルスイッチ（拳銃・手榴弾・砲塔の方向決定と火器の発射）とボタン（手榴弾の投擲と車両の乗降）を操作して、最終地点にある敵司令部を倒せば次のステージへ進める。ダイヤルスイッチで拳銃（車両の場合には砲塔の火器）と手榴弾の発射方向を操作でき、進行方向以外の方向を攻撃できる。
歩兵しか出ないゾーンを抜けると、画面内に放置されている青い車両（装甲車、戦車）があって乗降可能になる。青い車両は主人公が乗っていないと攻撃目標にはならず、被弾しても破壊されない。また、敵にとっては移動障害になる。
青い車両で進み、別の青い車両を見つけたら、そこで元の車両がやられても、新しい車両に乗り換えて元の車両があった場所まで戻ると、再び車両が用意されている。画面の端はループしているため、外周にめり込むように車両を置き、反対側の端から乗り込むようにしてワープさせる事ができる。これを繰り返すと、総司令部の後ろに回り込むこともできる。

### ミスの条件
- 敵の弾に当たる（拳銃、手榴弾、機銃、砲弾）。
- 地雷を踏む。
- 岩に押し潰される。
- 敵車両に轢かれる。
- 撃破された戦車や爆破した地雷、自分の手榴弾の爆発に巻き込まれる。

### 武器
拳銃
兵士に対してのみ有効。射程が短い。
手榴弾
すべての敵に有効。藪や壁の向こうへも、弧を描いて2キャラ分先まで飛んで爆発する。あまり遠くまで飛ばないため、歩きながら投げると自爆してしまう。
戦車/装甲車
戦車地帯に青い車両があるので、手榴弾ボタンで乗り込める。戦車は砲弾、装甲車は機関銃弾を発射できる。地雷を踏んだり、手榴弾か砲弾を受けると一定時間経つか、もう一撃食らうと誘爆するため、速やかに車両を放棄する必要がある。
戦車に乗っている場合、機関銃を1回被弾したら移動不可になるが、煙を上げるだけなので（敵の場合には砲塔が生きている）、一度降りて再搭乗すれば、また無傷な戦車を確保可能。ただし、降りる前にもう一度被弾したら誘爆してしまう。なお、味方車両が画面上に同時存在できるのは2両までである。

### 地形
平地/草地
もっともノーマルな地形。ただし、草地に入ると若干動きが鈍る。地雷が埋まっている箇所もある。
藪
主人公や車両は進入不可だが、敵兵は進入可能。弾は貫通できない（藪の中の敵兵は倒せる）。
河川
敵味方進入不可。橋を通らねば渡河不能。弾は向こう岸まで届く。
大岩/壁
自然石と煉瓦塀。弾は貫通できない。進入不可だが、アーケード版では車両を壁にめり込ませる事で正面の敵弾を全て防ぎ、壁越しで敵を一方的に攻撃可能なバグがあった。

## 敵キャラクター
主人公側の青色に対して、緑色をしている。
兵士
拳銃と手榴弾で応戦してくる。性能は主人公と同格だが、主人公が入れない藪の中にも入れる。
戦車/装甲車
砲塔で応戦してくる。手榴弾または車両の砲塔火器でしか倒せない。性能は主人公と同等だが、被弾しても敵兵は車両を降りずに愛車と運命を共にする。
画面上に同時存在可能なのは3両までで、敵が4両以上で襲ってくることはない。
司令部
砲弾を放つ固定砲台で応戦してくる。手榴弾でしか倒せない。倒すと敵司令官が白旗を掲げて1面クリアとなる。
岩
歩兵ゾーンで画面の左右の端から主人公目がけて転がってくる。手榴弾で破壊可能（得点は入らない）。緩やかに追尾して来るので、上手く逃げないと押し潰される。敵兵に当たるとその敵兵は倒され、得点も入る。
地雷
踏むと爆発する赤い筒状の物体。砲弾以外の弾が当たると爆破できて大穴が開く。主人公が穴に入ると叫び声を出し、一定時間穴から抜け出せなくなる。
地雷を狙撃して爆発に敵兵を巻き込んで倒すことも可能だが、逆に当たると敵弾でも爆発するので、中には「敵の攻撃を避けたと思ったら、それが近くの地雷に被弾して爆発に巻き込まれた」などといった笑えないミスをしてしまう事もある。

## 移植版
| No. | タイトル                            | 発売日                                    | 対応機種                                  | 開発元               | 発売元                             | メディア                                   | 型式                       | 売上本数 | 備考                           |
| --- | ----------------------------------- | ----------------------------------------- | ----------------------------------------- | -------------------- | ---------------------------------- | ------------------------------------------ | -------------------------- | -------- | ------------------------------ |
| 1   | Front Line                          | 1983年                                    | コレコビジョン                            | コレコ               | コレコ                             | ロムカセット                               | 2650                       | -        |                                |
| 2   | フロントライン                      | 1983年8月                                 | FM-7                                      | キャリーラボ         | ニデコム                           | カセットテープ                             | -                          | -        |                                |
| 3   | フロントライン                      | 1983年9月                                 | PC-8801                                   | キャリーラボ         | ニデコム                           | フロッピーディスク                         | -                          | -        |                                |
| 4   | フロントライン                      | 1983年                                    | X1 MZ-2200/2000                           | キャリーラボ         | ニデコム                           | カセットテープ                             | -                          | -        |                                |
| 5   | フロントライン                      | 1984年8月 1984年                          | MSX                                       | タイトー             | タイトー Electric Software Limited | ロムカセット                               | -                          | -        |                                |
| 6   | フロントライン                      | 1984年                                    | PC-6001mkII/6601 PC-9801 MZ1500           | キャリーラボ         | ニデコム                           | カセットテープ/QD（クイックディスク）      | -                          | -        |                                |
| 7   | Front Line                          | 1984年                                    | Atari 2600                                | コレコ               | コレコ                             | ロムカセット                               | 2665                       | -        |                                |
| 8   | フロントライン                      | 1985年8月1日                              | ファミリーコンピュータ                    | タイトー             | タイトー                           | ロムカセット                               | 03 TFC-FL4500              | -        |                                |
| 9   | フロントライン                      | 1985年                                    | IBM JX                                    | キャリーラボ         | ニデコム                           | フロッピーディスク                         | -                          | -        |                                |
| 10  | フロントライン 〜The Next Mission〜 | 2001年2月23日                             | ゲームボーイカラー                        | アルトロン           | アルトロン                         | ロムカセット                               | CGB-BFRJ-JPN               | -        |                                |
| 11  | タイトーメモリーズ下巻              | 2005年8月25日                             | PlayStation 2                             | Mine Loader Software | タイトー                           | DVD-ROM                                    | SLPM-66092                 | -        | アーケード版の移植             |
| 12  | Taito Legends 2                     | 2006年3月30日 2006年3月31日 2007年5月16日 | Xbox PlayStation 2                        | Empire Interactive   | Destineer                          | DVD-ROM                                    | PS2: SLES-53852 SLUS-21349 | -        | アーケード版の移植             |
| 13  | Taito Legends 2                     | 2006年3月31日 2007年7月10日               | Windows                                   | Empire Interactive   | Destineer                          | CD-ROM                                     | -                          | -        | アーケード版の移植             |
| 14  | フロントライン                      | 2007年6月5日                              | Wii                                       | タイトー             | タイトー                           | ダウンロード （バーチャルコンソール）      | FB6J                       | -        | ファミリーコンピュータ版の移植 |
| 15  | フロントライン                      | 2014年1月15日                             | ニンテンドー3DS                           | タイトー             | タイトー                           | ダウンロード （バーチャルコンソール）      | TDUJ                       | -        | ファミリーコンピュータ版の移植 |
| 16  | フロントライン                      | 2016年6月29日                             | Wii U                                     | タイトー             | タイトー                           | ダウンロード （バーチャルコンソール）      | -                          | -        | ファミリーコンピュータ版の移植 |
| 17  | フロントライン                      | 2017年12月26日 2018年1月8日               | PlayStation 4 （PlayStation Network）     | タイトー             | ハムスター                         | ダウンロード （アーケードアーカイブス）    | -                          | -        | アーケード版の移植             |
| 18  | フロントライン                      | 2019年2月14日                             | Nintendo Switch （ニンテンドーeショップ） | タイトー             | ハムスター                         | ダウンロード （アーケードアーカイブス）    | -                          | -        | アーケード版の移植             |
| 19  | タイトーマイルストーン              | 2022年2月24日                             | Nintendo Switch                           | ハムスター           | タイトー                           | Nintendo Switch用ゲームカード ダウンロード | -                          | -        | アーケード版の移植             |

ファミリーコンピュータ版
一時停止ができない。ダイヤルボタンでないため、進行方向に銃弾・砲弾を発射するのみ。
ゲームボーイカラー版
弾に当たった兵隊が吹っ飛ばされて死亡したり、乗り込む戦車が兵隊よりもビジュアル的に貧弱だったりという、アーケード版のコミカルな印象が廃され、『戦場の狼』のスーパージョーのような兵士がマシンガンを撃って敵陣に乗り込むという、マッチョでシリアスなイメージのゲームに仕上がっている。
PlayStation 2版
『タイトーメモリーズ 下巻』に収録。『フロントライン』は最初は遊べない追加タイトルで、一定条件を満たすか隠しコマンドを入力することでプレイ可能になる。
PlayStation 4版
アーケードアーカイブスの1作品として、2017年12月26日に配信開始。
Nintendo Switch版
アーケードアーカイブスの1作品として、2019年2月14日に配信開始。

## スタッフ
FM-7版
- プログラム：長谷川浩、佐々木哲哉

## 評価
ファミリーコンピュータ版
ゲーム誌『ファミリーコンピュータMagazine』の1991年5月10日号特別付録「ファミコンロムカセット オールカタログ」では、「戦車は被弾しても1回は降りれば復活するのがうれしい」と紹介されている。